# Crawford (krater)
Crawford – krater uderzeniowy w Australii Południowej. Skały krateru są widoczne na powierzchni ziemi.
Krater ma wydłużony kształt o wymiarach 8,5 km na 3,5 km, powstał dawniej niż 35 milionów lat temu (eocen), w podłożu zbudowanym z metasedymentów. O uderzeniu ciała niebieskiego świadczą zmiany w minerałach, m.in. planarne struktury deformacyjne. Eliptyczny kształt wskazuje na bardzo niski kąt, pod jakim nastąpiło uderzenie (nie więcej niż 5° względem podłoża). Większy, bardziej zdegradowany krater Flaxman mógł powstać równocześnie z tą strukturą.